# Обертифенбах (Таунус)
Обертифенбах (нем. Obertiefenbach) — община в Германии, в земле Рейнланд-Пфальц.
Входит в состав района Рейн-Лан. Подчиняется управлению Настеттен. Население составляет 371 человек (на 31 декабря 2010 года). Занимает площадь 5,77 км².